# اچ‌ام‌اس پالیسر (اف۹۴)
اچ‌ام‌اس پالیسر (اف۹۴) (به انگلیسی: HMS Palliser (F94)) یک کشتی بود. این کشتی در سال ۱۹۵۶ ساخته شد.